# اصطلاح‌شناسی

یک اِصطلاح چتری (Umbrella Term) یا چتر مفهومی شامل زیرمجموعه‌های دیگر می‌شود.

اِصطلاح‌شناسی، تِرمینولوژی (به انگلیسی: Terminology) یا تِرم (به انگلیسی: Term) یک کلمه کلی است که به گروهی از «واژه‌های تخصصی» یا «معانی تخصصی» در یک «حوزه به‌خصوص» اشاره دارد. اصطلاح‌شناسی همچنین «آن اصطلاح‌ها»، و «نحوه استفاده از آن‌ها» را مطالعه و بررسی می‌کند. به اصطلاح‌شناسی علم اصطلاحات هم می‌گویند.

## ریشه‌شناسی
یک اِصطلاح (به انگلیسی: Term) به معنی یک واژه، واژه مرکب، یا عبارت چند واژه‌ای است که در «حوزه‌های خاص» دارای «معانی به‌خصوصی» می‌باشد، یعنی «معنا» برای آن واژه می‌تواند با معنای همان واژه در حوزه‌های دیگر در آن زبان (به شیوه استفاده روزمره و معمول‌اش) متفاوت باشد.

## توضیح

اِصطلاحات رنگ‌ها (Color term)

اِصطلاح‌شناسی یک رشته‌ است که یکی از کارهای آن مطالعه «نحوه توسعه این اصطلاحات» و «رابطه درونی آن‌ها» در یک حوزه تخصصی می‌باشد. اِصطلاح‌شناسی با فرهنگ‌نویسی متفاوت است زیرا اِصطلاح‌شناسی شامل مطالعه «مفاهیم»، «نظام‌های مفهومی»، و «برچسب‌ها (اصطلاحات)» می‌باشد، درحالی‌که فرهنگ‌نویسی تنها واژه‌ها و معنای آن واژه‌ها را مطالعه می‌کند.
مثلا اِصطلاح‌شناسی دربارهٔ اِصطلاحات مورد استفاده در یک زمینهٔ ویژه، همچون دانش پزشکی، دانش‌های رایانه‌ای، علوم اجتماعی، اخترشناسی و غیره، تحقیق می‌کند.

### اصطلاح چتری
اِصطلاح چتری (Umbrella Term) یا چتر مفهومی در زبان‌شناسی به عنوان فراشمول واژگان بحساب می‌آید. اِصطلاح چتری طیف وسیعی از مفاهیم متعلق به یک دسته مشترک را پوشش می‌دهد؛ یعنی می‌توان اینگونه برداشت کرد که این نوع واژه‌ها، در یک گروه قرار گرفته‌اَند.